# 4716 Urey
4716 Urey eller 1989 UL5 är en asteroid i huvudbältet som upptäcktes den 30 oktober 1989 av den amerikanska astronomen Schelte J. Bus vid Siding Spring-observatoriet. Den är uppkallad efter den amerikanske nobelpristagaren Harold Urey.
Asteroiden har en diameter på ungefär 15 kilometer.